# Delta Canis Majoris
A Delta Canis Majoris (δ CMa, δ Canis Majoris) egy csillag a Nagy Kutya csillagképben. Hagyományos elnevezése Wezen vagy Wesen. Sárga-fehér F-típusú szuperóriás, látszólagos fényessége 1,84m.

## Leírása
A Delta Canis Majoris +1,84 látszó fényességével a harmadik legfényesebb csillag ebben a csillagképben a Szíriusz és az Adara után. Színképe alapján fehér vagy sárgás-fehér.

## Megfigyelése
Legfeljebb 11°-ra emelkedik a látóhatár fölé az északi félgömbön, 55° északi szélességen. A Szíriusztól nagyjából 10°-ra található dél-délkeleti irányban. Az NGC 2354 nyílthalmaz 1,3°-ra látható a csillagtól keletre. Mint a Nagy Kutya többi része, a Wezen is leginkább a téli égbolton látható az északi félgömbön.